# Witgoed

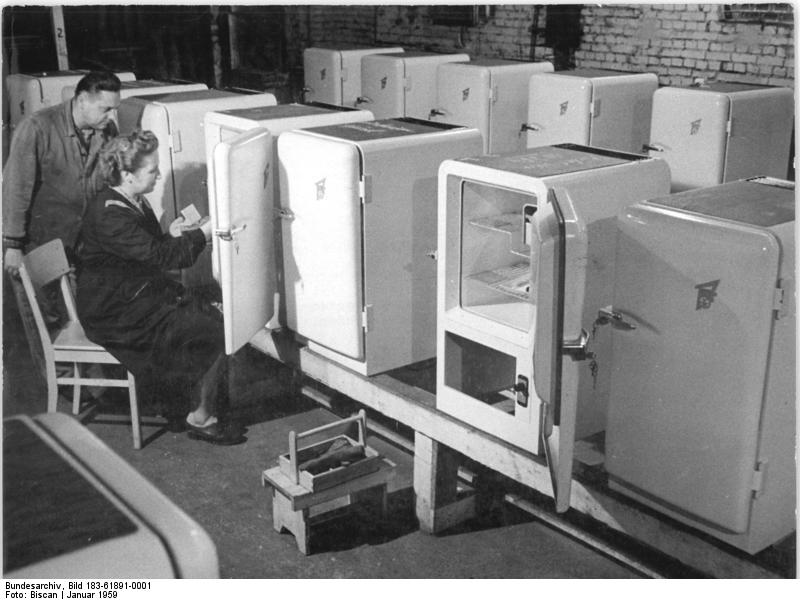
Koelkasten uit 1959

Witgoed is een term die wordt gebruikt om elektrische klein- en groothuishoudelijke apparatuur aan te duiden. Onder kleinhuishoudelijke apparatuur vallen bijvoorbeeld: koffiezetapparaten, strijkijzers en melkopschuimers, terwijl onder groothuishoudelijke apparatuur bijvoorbeeld koelkasten, diepvriezers, wasmachines en droogtrommels worden verstaan. De kleur van deze apparatuur is voornamelijk wit. De winkels waar men deze producten verkoopt worden ook wel witgoedwinkels genoemd.